# El Lindero, Acaxochitlán
El Lindero är en ort i Mexiko.   Den ligger i kommunen Acaxochitlán och delstaten Hidalgo, i den sydöstra delen av landet, 130 km nordost om huvudstaden Mexico City. El Lindero ligger 2 261 meter över havet och antalet invånare är 338.
Terrängen runt El Lindero är kuperad österut, men västerut är den platt. Runt El Lindero är det ganska tätbefolkat, med 239 invånare per kvadratkilometer. Närmaste större samhälle är Tulancingo, 17,5 km sydväst om El Lindero. I omgivningarna runt El Lindero växer i huvudsak blandskog.